# کبوتر بال‌برنزه

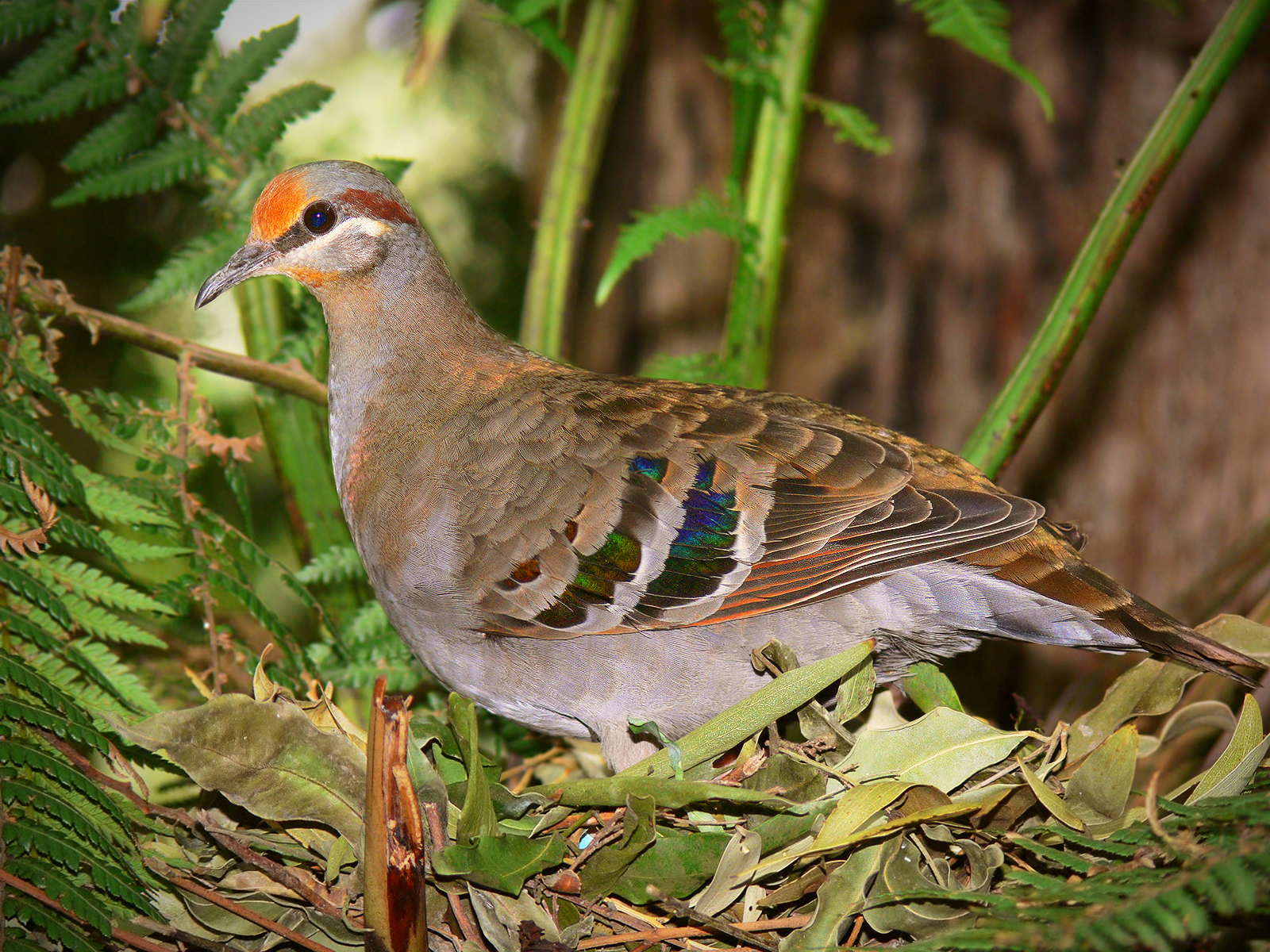
Brush Bronzewing Phaps elegans، بر روی آشیانه نیمه‌آمادهٔ خود ایستاده است.

کبوترهای بال‌برنزه (به انگلیسی: Bronzewing pigeon) گروهی از کبوترهای بومی استرالیا هستند که دارای لکه‌های رنگین‌کمانی متمایز بال هستند که در نور کدر به رنگ برنزی یا سبز-قهوه‌ای به نظر می‌رسند، اما هنگام حرکت پرنده در نور خورشید به رنگ‌های روشن چشمک می‌زنند. سه گونه در سردهٔ بال‌برنزه‌ها (Phaps) همیشه به‌عنوان بال‌برنزه شناخته می‌شوند و چندین پرنده تقریباً مشابه نیز دارای علامت تجاری لکه بال هستند. بال‌برنزه‌ها تغذیه‌کننده‌های زمینی هستند، اما توانایی پرواز بسیار سریع دارند. آنها تمایل دارند بی سر و صدا بگذرند تا زمانی که آشفته شوند، سپس ساکن می‌مانند، رنگ قهوه‌ای خاکی آنها با خاک و خاک برگ ترکیب می‌شود تا زمانی که مهاجم خیلی نزدیک شود، زمانی که بال‌برنزه با انفجاری از صدای ناگهانی بال و صدای پرزدن بلند می‌شوند و در عرض چند لحظه از دید ناپدید می‌شوند.